# La festa e gli invitati
La festa e gli invitati (O slavnosti a hostech) è un film del 1966 diretto da Jan Němec.

## Trama
Dopo un picnic, un felice gruppo di amici entra in conflitto con Rudolf, un bulletto sadista con uno strano genere di avversione verso i suoi malcapitati. Rudolf sottopone questi ultimi a uno scellerato gioco psicologico, nel quale egli veste il ruolo di interrogatore. Lo scenario termina quando un forestiero giunge, si scusa per il comportamento di Rudolf e invita tutti quanti ad un elegante e formale banchetto all'aperto. Ma lo strano "scherzo" sembra continuare quando il gruppo di invitati s'imbarca alla ricerca di un ospite assente.

## Produzione
Il film fu prodotto dalla Filmové studio Barrandov.